# مات هندرسون
مات هندرسون (بالإنجليزية: Matt Henderson)‏ (2 أغسطس 1895 في نيوزيلندا - 17 يونيو 1970) هو لاعب كريكت نيوزلندي. شارك مع منتخب نيوزيلندا الوطني للكريكت.

## وصلات خارجية
- مات هندرسون على موقع إي آس بي آن كريك إنفو (الإنجليزية)